# Аляпі плямистокрилий
Аля́пі плямистокрилий (Myrmelastes leucostigma) — вид горобцеподібних птахів родини сорокушових (Thamnophilidae). Мешкає в Південній Америці.

## Підвиди
Виділяють чотири підвиди:
- M. l. subplumbeus (Sclater, PL & Salvin, 1880) — від східних передгір'їв Анд на крайньому заході Венесуели (Тачира) та в Колумбії до східного Еквадору, північно-східного Перу (на південь до північного Укаялі) і заходу Бразильської Амазонії (крайній південний захід Амазонасу, крайній захід Акрі);
- M. l. leucostigma (Pelzeln, 1868) — південно-східна Венесуела (східний Болівар), Гвіана і північний схід Бразильської Амазонії (від Ріу-Бранку і Ріу-Негру до Амапи);
- M. l. intensus (Zimmer, JT, 1927) — від центрального Перу (Уануко, південь Укаялі) до крайнього північного заходу Болівії;
- M. l. infuscatus (Todd, 1927) — східна Колумбія (Ґуайнія, Ваупес, Амасонас).

Гумаїтські, перуанські, бразильські і рораїманські аляпі раніше вважалися підвидами плямистокрилого аляпі, однак за результатами низки молекулярно-філогенетичних досліджень вони були визнані окремими видами.

## Поширення і екологія
Плямистокрилі аляпі мешкають в Колумбії, Еквадорі, Перу, Болівії, Венесуелі, Гаяні, Французькій Гвіані, Суринамі і Бразилії. Вони живуть в підліску вологих рівнинних, гірських і заболочених тропічних лісів. Зустрічаються на висоті до 1750 м над рівнем моря.